# Пам'ятка культури

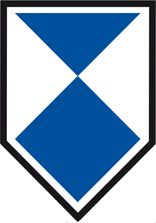
Емблема охоронюваних пам'яток

Па́м'ятка культу́ри — визначна споруда, археологічний об'єкт або витвір мистецтва, що є частиною культурного надбання (культурної спадщини) країни, людства загалом (пам'ятка історії, літератури, мистецтва, мови, права тощо) і охороняється законом. Залежно від наукової, історичної і художньої цінності, пам'ятки культури бувають світового, державного і місцевого значення.
На державному обліку в Україні перебуває 152 тис. пам'яток культурно-історичної спадщини, з яких 56 тис. — пам'ятки історії, 7 тис. — пам'ятки монументального мистецтва, близько 15 тис. — пам'ятки містобудування та архітектури. Нерухомі святині зберігаються просто неба, інші пам'ятки історії, матеріальної та духовної культури нації — у музеях України.

## Джерело
- Короткий енциклопедичний словник з культури. — К. : Україна, 2003. — ISBN 966-524-105-2.